# Friidrott vid olympiska sommarspelen 1988
Friidrottstävlingarna vid de olympiska sommarspelen 1988 bestod av 42 grenar, 24 för män och 18 för kvinnor, och hölls mellan 23 september och 1 oktober 1988 på Seouls Olympiastadion i Seoul, Sydkorea. Antalet deltagare var 1 617 tävlande från 148 länder.

## Medaljfördelning
| Medaljfördelning |                 |      |        |       |        |
| Placering        | Nation          | Guld | Silver | Brons | Totalt |
| 1                | USA             | 13   | 7      | 6     | 26     |
| 2                | Sovjetunionen   | 10   | 6      | 10    | 26     |
| 3                | Östtyskland     | 6    | 11     | 10    | 27     |
| 4                | Kenya           | 4    | 2      | 1     | 7      |
| 5                | Bulgarien       | 2    | 1      | 1     | 4      |
| 6                | Italien         | 1    | 1      | 1     | 3      |
| 7                | Australien      | 1    | 1      | 0     | 2      |
| 7                | Rumänien        | 1    | 1      | 0     | 2      |
| 7                | Tjeckoslovakien | 1    | 1      | 0     | 2      |
| 10               | Finland         | 1    | 0      | 1     | 2      |
| 10               | Marocko         | 1    | 0      | 1     | 2      |
| 12               | Portugal        | 1    | 0      | 0     | 1      |
| 13               | Storbritannien  | 0    | 6      | 2     | 8      |
| 14               | Jamaica         | 0    | 2      | 0     | 2      |
| 15               | Västtyskland    | 0    | 1      | 3     | 4      |
| 16               | Brasilien       | 0    | 1      | 1     | 2      |
| 17               | Senegal         | 0    | 1      | 0     | 1      |
| 18               | Djibouti        | 0    | 0      | 1     | 1      |
| 18               | Frankrike       | 0    | 0      | 1     | 1      |
| 18               | Kanada          | 0    | 0      | 1     | 1      |
| 18               | Kina            | 0    | 0      | 1     | 1      |
| 18               | Schweiz         | 0    | 0      | 1     | 1      |
| 18               | Sverige         | 0    | 0      | 1     | 1      |

## Medaljörer

### Herrar
| Gren                              | Guld                                                                                                   | Guld         | Silver | Silver      | Brons                                                                                                  | Brons       |
| 100 meter Detaljer...             | Carl Lewis · USA                                                                                       | 9,92 (VR)    | Linford Christie · Storbritannien                                                                         | 9,97        | Calvin Smith · USA                                                                                     | 9,99        |
| 200 meter Detaljer...             | Joe DeLoach · USA                                                                                      | 19,75        | Carl Lewis · USA                                                                                          | 19,79       | Robson da Silva · Brasilien                                                                            | 20,04       |
| 400 meter Detaljer...             | Steve Lewis · USA                                                                                      | 43,87        | Butch Reynolds · USA                                                                                      | 43,93       | Danny Everett · USA                                                                                    | 44,09       |
| 800 meter Detaljer...             | Paul Ereng · Kenya                                                                                     | 1.43,45      | Joaquim Cruz · Brasilien                                                                                  | 1.43,90     | Saïd Aouita · Marocko                                                                                  | 1.44,06     |
| 1 500 meter Detaljer...           | Peter Rono · Kenya                                                                                     | 3.35,96      | Peter Elliott · Storbritannien                                                                            | 3.36,15     | Jens-Peter Herold · Östtyskland                                                                        | 3.36,21     |
| 5 000 meter Detaljer...           | John Ngugi · Kenya                                                                                     | 13.11,70     | Dieter Baumann · Västtyskland                                                                             | 13.15,52    | Hansjörg Kunze · Östtyskland                                                                           | 13.15,73    |
| 10 000 meter Detaljer...          | Brahim Boutayeb · Marocko                                                                              | 27.21,44     | Salvatore Antibo · Italien                                                                                | 27.23,55    | Kipkemboy Kimeli · Kenya                                                                               | 27.25,16    |
| Maraton Detaljer...               | Gelindo Bordin · Italien                                                                               | 2:10.32      | Douglas Wakiihuri · Kenya                                                                                 | 2:10.47     | Hussein Ahmed Salah · Djibouti                                                                         | 2:10.59     |
| 110 meter häck Detaljer...        | Roger Kingdom · USA                                                                                    | 12,98        | Colin Jackson · Storbritannien                                                                            | 13,28       | Tonie Campbell · USA                                                                                   | 13,38       |
| 400 meter häck Detaljer...        | Andre Phillips · USA                                                                                   | 47,19        | Amadou Dia Ba · Senegal                                                                                   | 47,23       | Edwin Moses · USA                                                                                      | 47,56       |
| 3 000 meter hinder Detaljer...    | Julius Kariuki · Kenya                                                                                 | 8.05,51 (OR) | Peter Koech · Kenya                                                                                       | 8.06,79     | Mark Rowland · Storbritannien                                                                          | 8.07,96     |
| 4 x 100 meter stafett Detaljer... | Sovjetunionen · Viktor Bryzhin · Vladimir Krylov · Vladimir Muravjov · Vitalij Savin                   | 38,19        | Storbritannien · Elliot Bunney · John Regis · Mike McFarlane · Linford Christie · Clarence Callender*     | 38,28       | Frankrike · Bruno Marie-Rose · Daniel Sangouma · Gilles Quenehervé · Max Morinière                     | 38,40       |
| 4 x 400 meter stafett Detaljer... | USA · Danny Everett · Steve Lewis · Kevin Robinzine · Butch Reynolds · Antonio McKay* · Andrew Valmon* | 2.56,16      | Jamaica · Howard Davis · Devon Morris · Winthrop Graham · Bert Cameron · Trevor Graham* · Howard Burnett* | 3.00,30     | Västtyskland · Norbert Dobeleit · Edgar Itt · Jörg Vaihinger · Ralf Lübke · Mark Henrich* · Bodo Kuhn* | 3.00,56     |
| 20 kilometer gång Detaljer...     | Jozef Pribilinec · Tjeckoslovakien                                                                     | 1:19.57      | Ronald Weigel · Östtyskland                                                                               | 1:20.00     | Maurizio Damilano · Italien                                                                            | 1:20.14     |
| 50 kilometer gång Detaljer...     | Vjatjeslav Ivanenko · Sovjetunionen                                                                    | 3:38.29 (OR) | Ronald Weigel · Östtyskland                                                                               | 3:38.56     | Hartwig Gauder · Östtyskland                                                                           | 3:39.45     |
| Längdhopp Detaljer...             | Carl Lewis · USA                                                                                       | 8,72 m       | Mike Powell · USA                                                                                         | 8,49 m      | Larry Myricks · USA                                                                                    | 8,27 m      |
| Tresteg Detaljer...               | Hristo Markov · Bulgarien                                                                              | 17,61 m      | Igor Lapsjin · Sovjetunionen                                                                              | 17,52 m     | Aleksandr Kovalenko · Sovjetunionen                                                                    | 17,42 m     |
| Höjdhopp Detaljer...              | Hennadij Avdjejenko · Sovjetunionen                                                                    | 2,38 m       | Hollis Conway · USA                                                                                       | 2,36 m      | Rudolf Povarnitsyn · Sovjetunionen Patrik Sjöberg · Sverige                                            | 2,36 m      |
| Stavhopp Detaljer...              | Sergej Bubka · Sovjetunionen                                                                           | 5,90 m       | Rodion Gataullin · Sovjetunionen                                                                          | 5,85 m      | Grigorij Jegorov · Sovjetunionen                                                                       | 5,80 m      |
| Kulstötning Detaljer...           | Ulf Timmermann · Östtyskland                                                                           | 22,47 m (OR) | Randy Barnes · USA                                                                                        | 22,39 m     | Werner Günthör · Schweiz                                                                               | 21,99 m     |
| Diskuskastning Detaljer...        | Jürgen Schult · Östtyskland                                                                            | 68,82 m      | Romas Ubartas · Sovjetunionen                                                                             | 67,48 m     | Rolf Danneberg · Västtyskland                                                                          | 67,38 m     |
| Släggkastning Detaljer...         | Sergej Litvinov · Sovjetunionen                                                                        | 84,80 m (OR) | Jurij Sedych · Sovjetunionen                                                                              | 83,76 m     | Jüri Tamm · Sovjetunionen                                                                              | 81,16 m     |
| Spjutkastning Detaljer...         | Tapio Korjus · Finland                                                                                 | 84,28 m      | Jan Železný · Tjeckoslovakien                                                                             | 84,12 m     | Seppo Räty · Finland                                                                                   | 83,26 m     |
| Tiokamp Detaljer...               | Christian Schenk · Östtyskland                                                                         | 8 488 poäng  | Torsten Voss · Östtyskland                                                                                | 8 399 poäng | Dave Steen · Kanada                                                                                    | 8 328 poäng |

* Deltog endast i kvalheaten och inte i finalen, men fick medalj ändå.

### Damer
| Gren                              | Guld | Guld             | Silver | Silver      | Brons | Brons       |
| 100 meter Detaljer...             | Florence Griffith-Joyner · USA                                                                              | 10,54            | Evelyn Ashford-Washington · USA                                                                                                 | 10,83       | Heike Daute · Östtyskland                                                                                          | 10,85       |
| 200 meter Detaljer...             | Florence Griffith-Joyner · USA                                                                              | 21,34 (VR)       | Grace Jackson · Jamaica | 21,72       | Heike Daute · Östtyskland                                                                                          | 21,95       |
| 400 meter Detaljer...             | Olha Vladykina-Bryzhina · Sovjetunionen                                                                     | 48,65            | Petra Müller · Östtyskland | 49,45       | Olga Nazarova · Sovjetunionen                                                                                      | 49,90       |
| 800 meter Detaljer...             | Sigrun Ludvigs-Wodars · Östtyskland                                                                         | 1.56,10          | Christine Wachtel · Östtyskland                                                                                                 | 1.56,64     | Kim Gallagher · USA                                                                                                | 1.56,91     |
| 1 500 meter Detaljer...           | Paula Ilie-Ivan · Rumänien                                                                                  | 3.53,96 (OR)     | Laimutė Baikauskaitė · Sovjetunionen                                                                                            | 4.00,24     | Tatjana Samolenko · Sovjetunionen                                                                                  | 4.00,30     |
| 3 000 meter Detaljer...           | Tatjana Chamitova-Samolenko · Sovjetunionen                                                                 | 8.26,53          | Paula Ilie-Ivan · Rumänien | 8.27,15     | Yvonne Murray · Storbritannien                                                                                     | 8.29,02     |
| 10 000 meter Detaljer...          | Olga Krentser-Bondarenko · Sovjetunionen                                                                    | 31.05,21         | Liz McColgan · Storbritannien                                                                                                   | 31.08,44    | Jelena Zjupijeva-Vjazova · Sovjetunionen                                                                           | 31.19,82    |
| Maraton Detaljer...               | Rosa Mota · Portugal                                                                                        | 2:25.40          | Lisa Martin-Ondieki · Australien                                                                                                | 2:25.53     | Katrin Dörre · Östtyskland                                                                                         | 2:26.21     |
| 100 meter häck Detaljer...        | Jordanka Donkova · Bulgarien                                                                                | 12,38            | Gloria Kovarik-Siebert · Östtyskland                                                                                            | 12,61       | Claudia Reidick-Zazckiewicz · Västtyskland                                                                         | 12,75       |
| 400 meter häck Detaljer...        | Debbie Flintoff-King · Australien                                                                           | 53,17            | Tatjana Ledovskaja · Sovjetunionen                                                                                              | 53,18       | Ellen Neumann · Östtyskland                                                                                        | 53,63       |
| 4 x 100 meter stafett Detaljer... | USA · Alice Brown · Sheila Echols · Florence Griffith-Joyner · Evelyn Ashford · Dannette Young*             | 41,98            | Östtyskland · Silke Gladisch-Moller · Kerstin Behrendt · Ingrid Brestrich-Lange · Marlies Oelsner-Gohr                          | 42,09       | Sovjetunionen · Ljudmila Kondratjeva · Galina Maltjugina-Tjermosjanskaja · Marina Zjirova · Natalia Pomosjtjnikova | 42,75       |
| 4 x 400 meter stafett Detaljer... | Sovjetunionen · Tatjana Ledovskaja · Olga Nazarova · Marija Pinigina · Olha Bryzhina · Ljudmila Dzjigalova* | 3.15,17 (VR)     | USA · Denean Howard-Hill · Diane Dixon · Valerie Brisco-Hooks · Florence Griffith-Joyner · Sherri Howard* · Lillie Leatherwood* | 3.15,51     | Östtyskland · Dagmar Rubsam-Neubauer · Kirsten Siemon-Emmelmann · Sabine Busch · Petra Muller · Grit Breuer*       | 3.18,29     |
| Längdhopp Detaljer...             | Jackie Joyner-Kersee · USA                                                                                  | 7,40 m (OR)      | Heike Daute · Östtyskland | 7,22 m      | Galina Tjistjakova · Sovjetunionen                                                                                 | 7,11 m      |
| Höjdhopp Detaljer...              | Louise Ritter · USA                                                                                         | 2,03 m           | Stefka Kostadinova · Bulgarien                                                                                                  | 2,01 m      | Tamara Bykova · Sovjetunionen                                                                                      | 1,99 m      |
| Kulstötning Detaljer...           | Natalia Lisovskaja · Sovjetunionen                                                                          | 22,24 m          | Kathrin Neimke · Östtyskland | 21,07 m     | Li Meisu · Kina | 21,06 m     |
| Diskuskastning Detaljer...        | Martina Opitz-Hellmann · Östtyskland                                                                        | 72,30 m (OR)     | Diana Sachse · Östtyskland | 71,88 m     | Zvetanka Christova · Bulgarien                                                                                     | 69,74 m     |
| Spjutkastning Detaljer...         | Petra Felke · Östtyskland                                                                                   | 74,68 m          | Fatima Whitbread · Storbritannien                                                                                               | 70,32 m     | Beate Koch · Östtyskland                                                                                           | 67,30 m     |
| Sjukamp Detaljer...               | Jackie Joyner-Kersee · USA                                                                                  | 7 291 poäng (VR) | Sabine Mobius-John · Östtyskland                                                                                                | 6 897 poäng | Anke Veter-Behmer · Östtyskland                                                                                    | 6 858 poäng |

* Deltog endast i kvalheaten och inte i finalen, men fick medalj ändå.

## Deltagande nationer
Totalt deltog 1 617 friidrottare från 148 länder vid de olympiska spelen 1988 i Seoul.
| - Algeriet (12) - Amerikanska Jungfruöarna (7) - Amerikanska Samoa (1) - Andorra (1) - Angola (6) - Antigua och Barbuda (10) - Argentina (2) - Aruba (2) - Australien (28) - Bahamas (11) - Bahrain (3) - Bangladesh (4) - Barbados (6) - Belgien (13) - Belize (5) - Benin (6) - Bermuda (5) - Bolivia (2) - Botswana (6) - Brasilien (20) - Brittiska Jungfruöarna (2) - Bulgarien (22) - Burkina Faso (4) - Burma (2) - Caymanöarna (2) - Centralafrikanska republiken (1) - Chile (5) - Colombia (8) - Cooköarna (2) - Costa Rica (4) - Cypern (4) - Danmark (5) - Djibouti (5) - Dominikanska republiken (3) - Ecuador (5) - Egypten (4) - Ekvatorialguinea (6) | - Elfenbenskusten (9) - El Salvador (2) - Filippinerna (4) - Fiji (8) - Finland (18) - Frankrike (55) - Gabon (1) - Gambia (3) - Ghana (11) - Grekland (6) - Grenada (2) - Guam (6) - Guatemala (1) - Guinea (2) - Guyana (3) - Haiti (3) - Honduras (3) - Hongkong (3) - Indien (5) - Indonesien (5) - Irak (2) - Iran (1) - Irland (18) - Island (7) - Italien (38) - Jamaica (26) - Japan (29) - Jugoslavien (10) - Kamerun (5) - Kanada (63) - Kenya (33) - Kina (44) - Kinesiska Taipei (12) - Kongo-Brazzaville (7) - Kuwait (6) - Laos (1) - Lesotho (3) | - Libanon (3) - Liberia (4) - Libyen (2) - Liechtenstein (3) - Luxemburg (3) - Malawi (5) - Malaysia (2) - Maldiverna (7) - Mali (3) - Marocko (11) - Mauretanien (2) - Mauritius (3) - Mexiko (21) - Moçambique (3) - Monaco (1) - Nederländerna (18) - Nepal (7) - Niger (3) - Nigeria (23) - Nordjemen (4) - Norge (12) - Nya Zeeland (6) - Oman (5) - Pakistan (7) - Papua Nya Guinea (6) - Paraguay (3) - Peru (1) - Polen (21) - Portugal (28) - Puerto Rico (5) - Qatar (8) - Rumänien (5) - Rwanda (6) - Saint Vincent och Grenadinerna (6) - Salomonöarna (1) - San Marino (2) - Saudiarabien (6) | - Schweiz (19) - Senegal (12) - Sierra Leone (8) - Somalia (5) - Sovjetunionen (83) - Spanien (34) - Sri Lanka (2) - Storbritannien (102) - Sudan (3) - Surinam (3) - Sverige (11) - Swaziland (5) - Sydjemen (3) - Sydkorea (47) - Syrien (1) - Tanzania (6) - Tchad (6) - Thailand (4) - Tjeckoslovakien (23) - Togo (3) - Tonga (2) - Trinidad och Tobago (3) - Tunisien (2) - Turkiet (4) - Uganda (13) - Ungern (15) - Uruguay (1) - USA (114) - Vanuatu (3) - Vietnam (2) - Västra Samoa (1) - Västtyskland (47) - Zaire (6) - Zambia (4) - Zimbabwe (7) - Österrike (10) - Östtyskland (58) |